# Zsófia Torma
Zsófia Torma (26 septembrie 1832, Cristeștii Ciceului, județul Bistrița-Năsăud - 14 noiembrie 1899, Orăștie) a fost o arheoloagă, antropoloagă și paleontoloagă de origine maghiară. Zsófia Torma a fost prima femeie care, pe 24 mai 1899 a primit titlul de Doctor Honoris Causa la Universitatea din Cluj, fiind totodată și prima femeie arheolog din Transilvania. 

## Biografie
S-a născut la Cristeștii Ciceului, în comitatul Bistrița-Năsăud.
Părinții ei au fost Jozefa Daniel și József Torma, pasionat de arheologie și cel care a făcut cercetări, împreună cu Miklos Bandi, în tabăra fortificată romană de la Ilișua între anii 1826 și 1829. Fratele său mai mare, Károly Torma, membru al Academiei Maghiare de Științe, a fost cel care a înființat Muzeul antichităților dacice de la Aquincum (Buda veche). Familia sa a fost una nobiliară, ea crescând astfel într-un mediu în care interesul pentru istorie și antichitate era foarte mare și având oportunitatea de a studia la Universitatea din Cluj. Biblioteca familiei era celebră în epocă, iar ea s-a arătat de mic copil interesată de foarte multe domenii: botanică, geologie, paleontologie, etnografie și arheologie.   
După moartea părinților, s-a mutat împreună cu sora sa în Peștișu Mic, mai apoi s-a stabilit definitiv în Orăștie, unde a studiat fermele de melci găsite în județul Hunedoara. După cum sugerează documentele din fondul familial Torma, se integrează în viața intelectuală și socială a orașului în care în acel timp predomina un interes deosebit pentru înțelegerea trecutului său istoric.

## Carieră
Zsófia Torma a fost autodidactă 
La 15 februarie 1868 a fost primită în Societatea de Geografie a Patriei Maghiare, acordându-i-se un certificat de membru al instituției. 
În 1875, secretarul general al Congresului Internațional de Arheologie Preistorică și Antropologie, Flóris Rómer, considerat de către unii părintele arheologiei maghiare, care era la curent cu descoperirile tinerei, o încurajează să înceapă propriile sale excavații în Turdaș, pentru a participa cu o comunicare asupra habitatelor preistorice ale zonei la al VIII-lea Congres de la Budapesta. Torma a început cercetările arheologice în toamna anului 1875. Astfel, la aproape un an după, ziarul Magyar Polgár din Cluj menționează continuarea cercetărilor, precum și faptul că există câteva mii de piese extrem de interesante în colecția de antichități a cercetătoarei. Simbolurile și inscripțiile pe care Torma le-a găsit pe obiectele de lut din județul Deva au devenit o senzație arheologică. De asemenea, a găsit artefacte ale culturii locale, cu o vechime de 6,000-7,000 de ani, unele dintre ele fiind acoperite de simboluri Vinca. Torma a fost prima care a descoperit cultura neolitică din Turdaș și a atras atenția asupra legăturii dintre simbolurile din Turdaș și a alfabetizării asirian-babiloniană. A lucrat în Turdaș timp de 20 de ani, cu mai mult de 30 de ani înainte de explorarea culturii Vinca-Turdaș din anul 1908. Obiectele descoperite au fost, apoi, distribuite muzeelor din Berlin, Mainz, München și Cluj. Torma și-a desfășurat cea mai mare parte a activității la Orăștie, unde a și creat un muzeu de arheologie și etnografie.
Torma a avut probleme semnificative de ordin financiar din cauza excavațiilor finanțate din surse proprii. Fratele său a ajutat-o din acest punct de vedere printr-o donație făcută după vânzarea conacului și domeniului Torma către Fondul școlar din Năsăud. 
Deși studiilor sale nu li s-a acordat atenția cuvenită  de la început, din cauza faptului că era femeie într-un mediu predominat de bărbați, participarea sa la a XI-a reuniune generală a Societății germane de antropologie (Gesellschaft für Anthropologie, Ethnologie und Urgeschichte), ținută la Berlin , unde s-a alăturat altor 470 de participanți și unde s-a întâlnit cu cercetători în arheologia preistorică i-a adus respect și popularitate.  
Începutul anilor 1880 reprezintă perioada în care Zsófia Torma  s-a bucurat de recunoaștere internațională. Heinrich și Sophie Schliemann i-au devint prieteni buni, iar enorma cantitate de corespondență (peste 300 de scrisori primite) de la personalități ale lumii academice precum Eduard Sayce, profesorul de la Oxford F. Haverfield, cu praghezul Julius Jung, cu berlinezii Albert Voss și Eduard Krause, cu vienezul M. Munch, cu munchenezii Johannes Ranke și Paul Reinecke dovedește seriozitatea și profesionalismul său. În aceeași perioadă, o regăsim ca membru fondator al Hunyadvármegyei történelmi és régészeti társulat (Societatea de Istorie și Arheologie a Comitatului Hunedoara), al cărei scop declarat în documentul de înființare era “cercetarea științifică a trecutului și a tradițiilor, protecția monumentelor istorice și promovarea prieteniei între popoare”. În iunie îi apare în “Erdélyi Muzeum” articolul referitor la complexul de peșteri de la Nandru. Într-o moțiune din 13 iulie 1881 adresată Societății de Istorie și Arheologie a Comitatului Hunedoara propune reluarea unor săpături la Sarmizegetusa, cu credința că prin descifrarea scrierii dacice s-ar putea rezolva traducerea inscripțiilor din Troia care rămăseseră netraduse. În anul următor publică mai multe studii și comunicări reunite sub titlul "Despre istoria străveche a cetății Hunedoarei" (prima, susținută în 1880 în Adunarea Generală a Societății, referitoare la al XI-lea Congres german de antropologie, ținut la Berlin în 5-12 august; a doua, prezentată în același for, la 29 mai 1881, se axează pe notițele ordonate ale pieselor de la Turdaș și Nandru; a treia- moțiunea din 13 iulie 1882 - în care afirmă că cetatea Sarmizegetusa este ridicată de sarmați și a patra comunicare, prezentată la 20 august 1881, în ședința comitetului director de la Simeria- asupra aceluiași subiect). Publică în A Hunyadmegyei Történelmi és Régészeti Társulat Évkönyve, Raportul de la cel de-al XIII-lea Congres al antropologilor germani, din 14-17 august 1882, ținut la Frankfurt pe Main, unde afirmă că "Acum se poate constata cu certitudine că locuitorii traco-daci ai patriei noastre au fost locuitori ai acesteia în același timp cu romanii". Autoarea confirmă presupunerea lui Herodot asupra originii străvechilor locuitori ai Transilvaniei cum că ar fi aparținut populației tracice: "De aceea, originea tracică a dacilor și a geților este neîndoielnică". 
Zsófiea a jucat un rol important în înființarea Muzeului Național de Istorie Transilvăneană din Cluj. Materialele și notițele Zsófiei Torma s-au păstrat în același loc. 
Zsófia Torma a fost prima femeie care, pe 24 mai 1899 a primit titlul de Doctor Honoris Causa la Universitatea din Cluj, fiind totodată și prima femeie arheolog din Transilvania. 
Cea mai cunoscută lucrare de specialitate a Zsófiei este Ethnographische Analogien, publicată în Jena, 1894. 

## Sfârșitul
Torma s-a stins din viață, pe 14 noiembrie 1899, în locuința sa din Orăștie, în urma unui stop cardiac. 

##### Lucrări scrise
- [6] Condiția intelectuală a femeii în Transilvania secolelor XIX și XX: Imagine și reprezentare, Ileana Vlassa, Cluj-Napoca, 2013, capitolul Tipologii intelectuale feminine, p. 267-272

##### Publicații on-line
- [7]  Pagina de Wikipedia Zsófia Torma în limba engleză